# 발게이르 시귀르드손

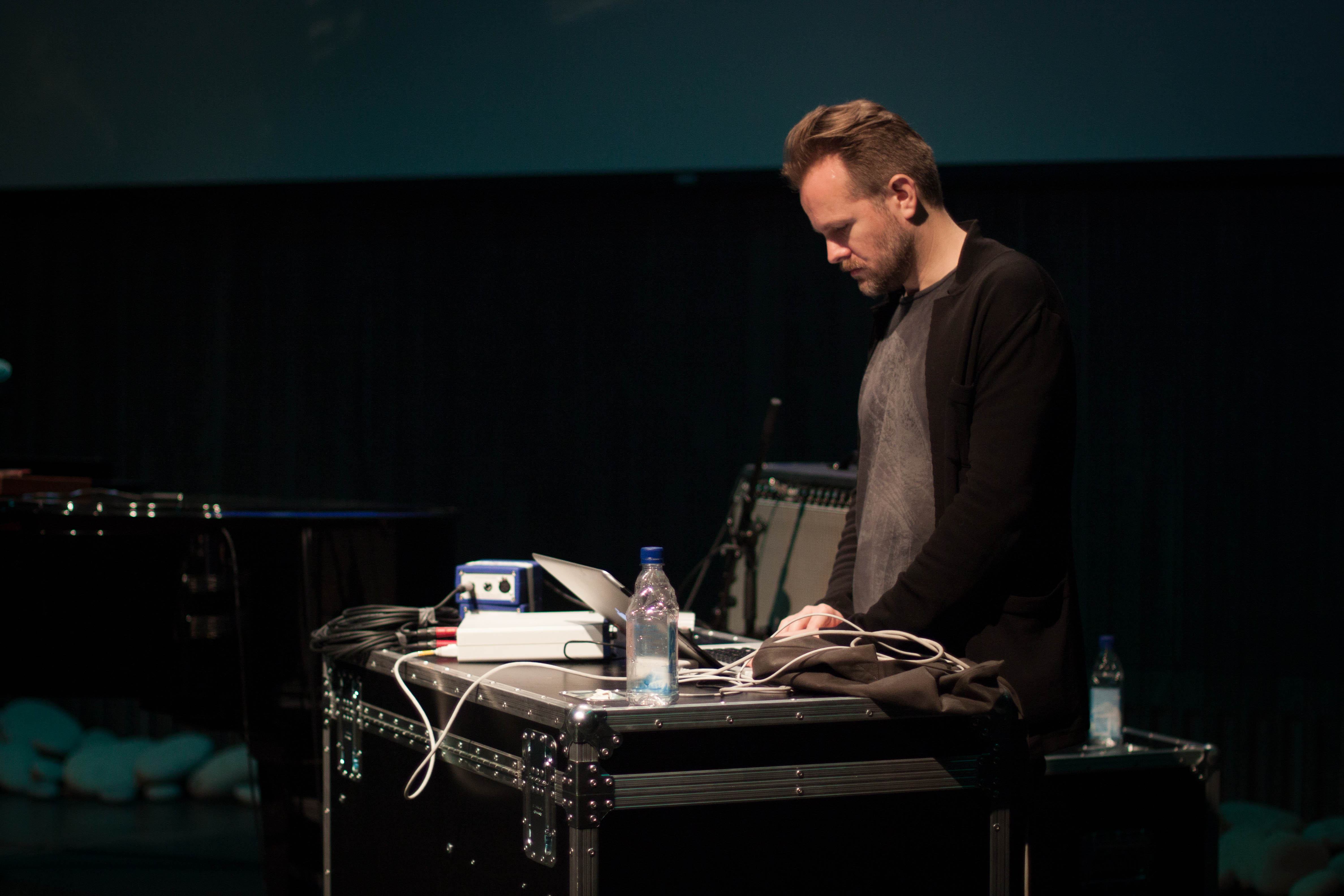
2012년의 발게이르 시귀르드손

발게이르 시귀르드손(아이슬란드어: Valgeir Sigurðsson, 1971년 6월 18일 ~ 현재)은 아이슬란드의 음악 프로듀서, 믹서, 작곡가, 오디오 엔지니어이자 음악가이다.

## 생애
발게이르는 16살에 녹음 기술에 매료되어 작은 녹음 스튜디오에서 일하게 시작했다. 키보드, 베이스, 타악기, 일렉트로닉/프로그래밍 등을 다룰 수 있었고, 클래식 기타를 공부하여 런던 SAE 재단에서 톤마이스터 하구이를 취득했다. 1998년, 발게이르는 같은 아이슬란드 출신의 가수 비요크를 통해 라르스 폰 트리어의 영화 《어둠 속의 댄서》의 사운드트랙에 엔지니어 겸 프로그래머로 고용되었다. 영화에 쓰인 노래 〈I've Seen It All〉(비요크와 톰 요크의 듀엣)은 아카데미 주제가상 후보로 올랐지만, 밥 딜런의 〈Things Have Changed〉에 밀려 수상에는 실패했다. 발게이르는 1998년부터 2006년까지 꾸준히 비요크와 협업을 하며 스튜디오 작업에서의 주요한 협력자 중 한 명이 됐다.
발게이르는 1997년 설립된 아이슬란드 최고의 녹음 시설인 그린하우스 스튜디오를 창립하였으며, 비요크 외에도 보니 "프린스" 빌리, 파이스트, 데이먼 알반, 카미유, 코코로지, 벤 프로스트, 샘 아미던, 뭄, 힐러리 한 & 하우슈카, 브라이언 이노, 시규어 로스 등과 협업을 진행했다. 2005년 발게이르는 베드룸 커뮤니티 레이블을 설립하여 니코 뮬리의 데뷔 음반과 벤 프로스트와 샘 아미던의 음반을 프로듀싱 및 발매했다. 또한 TV, 영화나 극장 음악과 더불어 2007년 베드룸 커뮨티를 통해 솔로 데뷔 음반인 《Ekvílibríum》을, 2009년에는 영화 사운드트랙 《Draumalandið》를 발매했다. 사운드트랙은 2011년 아이슬란드 교향악단이, 2012년에는 위니펙 교향악단이, 2013년에는 BBC 스코틀랜드 교향악단과 일란 볼코브가 연주했다.

## 디스코그래피
- Ekvílibríum (2007)
- Draumalandið (2010)
- Architecture of Loss (2012)
- Dissonance (2019)